# Sông Voi Lớn
Sông Voi Lớn (còn gọi là sông Tài Xá - Mũi Chùa) là một con sông tại tỉnh Quảng Ninh, Việt Nam. Con sông này ngăn cách đảo Cái Bầu thuộc đặc khu Vân Đồn với các phường Cẩm Phả, Mông Dương thuộc thành phố Cẩm Phả (cũ), các xã Hải Hoà, Hải Lạng, Tiên Yên thuộc huyện Tiên Yên (cũ).
Sông Voi Lớn thông với lạch biển Cửa Ông ở phía nam và kết thúc tại cửa sông Tiên Yên ở phía bắc.